# 侵蝕控制

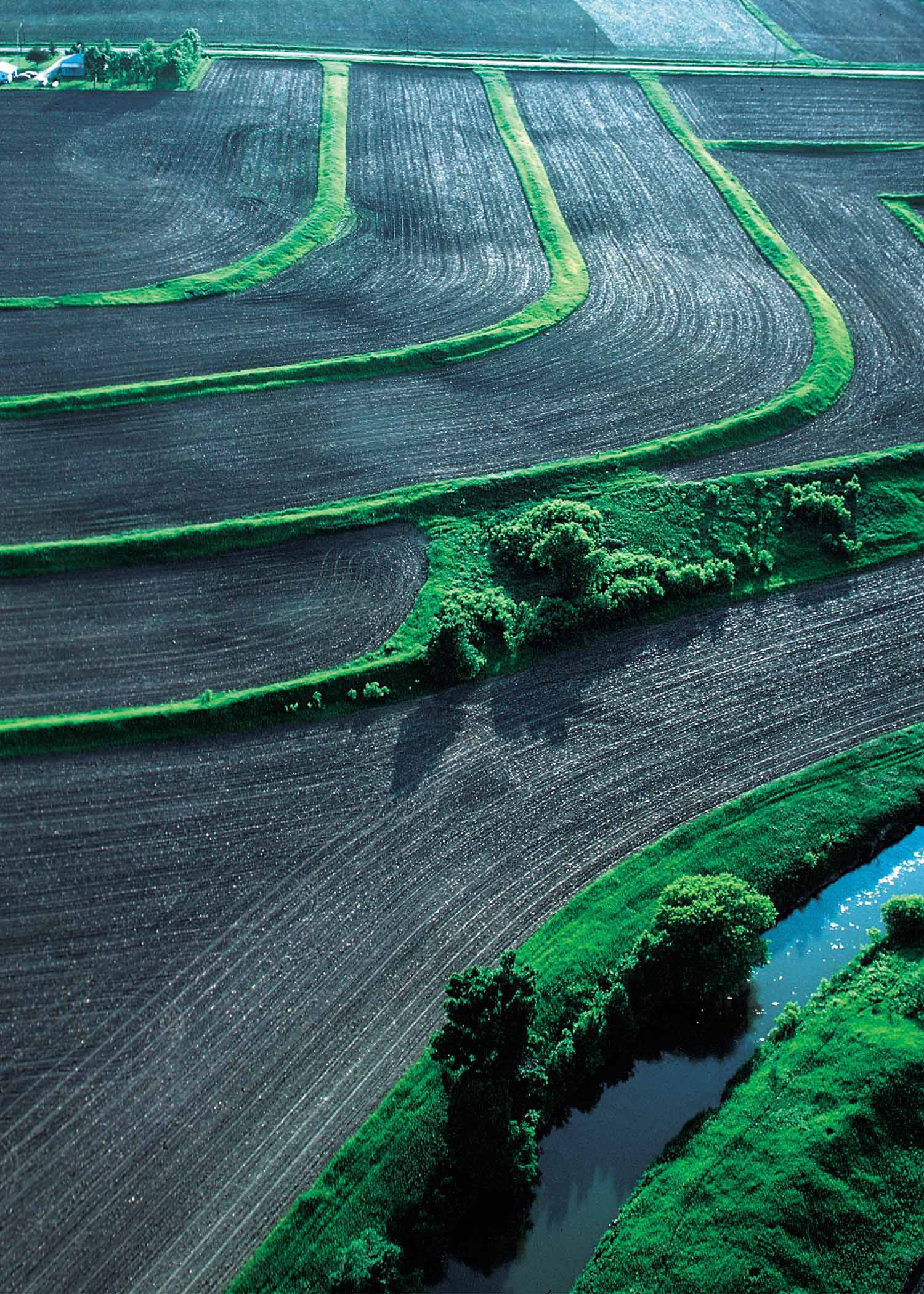
梯田，保護性耕作和保護緩衝區可以節省土壤改善水質。

侵蝕控制是防止或控制農業、土地開發、沿海地區、河岸的建設。有效侵蝕控制處理地表徑流，是防止水污染、土壤流失、野生動物棲息地喪失和人類財產損失的重要技術。

## 用法
侵蝕控制用於自然區域，農業設施或城市環境。在城市地區，侵蝕控制通常是地方政府要求的暴雨徑流管理計劃的一部分。控制通常涉及形成物理屏障，例如植被或岩石，以吸收引起侵蝕的風或水的一些能量。
土壤侵蝕是一個自然的過程：沒有它，河流不會曲折和改變過程。然而，改變水文或植被覆蓋的土地管理模式可以增加或減少通道遷移率。在許多地方，無論土地是否由於人類活動而不穩定，人們試圖在一個地方保持一條河。這可以用於環境再生或防止河流改變為人們正在使用的土地。這樣做的一種方法是沿著土地放置亂石或石笼。

## 例子
侵蝕控制方法的實例包括：
- 輪作
- 蛇籠
- 多年生植物
- 聚丙烯醯胺
- 林地復育
- 梯田
- 防風林

## 數學建模
自20世紀20年代和30年代科學家一直在創造數學模型來理解土壤侵蝕和所產生的沉積物地表徑流的機制，包括阿爾伯特·愛因斯坦應用貝爾定律的早期文章。這些模型已經解決了溝壑和板材侵蝕問題。最早的模型是一組簡單的關聯方程，可以透過手動計算來使用。到了 20 世紀 70 年代，這些模型已經擴展到複雜的電腦模型，用數千行電腦程式碼來解決非點源污染問題。 更複雜的模型能夠解決微觀，土壤粒度分佈和微地形變化的細微差別。

## 外部連結
- "Saving Runaway Farm Land", November 1930, Popular Mechanics（页面存档备份，存于） One of the first articles on the problem of soil erosion control
- Erosion Control Technology Council（页面存档备份，存于） - a trade organization that mission is to educate and standardize the erosion control industry
- International Erosion Control Association - Professional Association, Publications, Training
- WatchYourDirt.com（页面存档备份，存于） - Erosion Control Educational Video Resource
- Soil Bioengineering and Biotechnical Slope Stabilization（页面存档备份，存于） - Erosion Control subsection of a website on Riparian Habitat Restoration
- Vetiver Network International（页面存档备份，存于） - Soil and water management method
- Groenkreatief Markvoort Holten （页面存档备份，存于） - Groenkreatief Markvoort Holten, Netherlands